# Пикеринг
Пикеринг (енгл. Pickering) је град у Канади у покрајини Онтарио. Према резултатима пописа 2021. у граду је живело 99.186 становника.

## Становништво
Према резултатима пописа становништва из 2011. у граду је живело 88.721 становника, што је за 1,0 посто више у односу на попис из 2006. када је регистровано 87.838 житеља.
| 2006.  | 2011.  | 2016.  |
| ------ | ------ | ------ |
| 87.838 | 88.721 | 91.771 |